# Plecotus gaisleri
Oreillard de Gaisler
Espèce
Synonymes
- Plecotus teneriffae gaisleri Benda, Kiefer, Hanák & Veith, 2004
- Plecotus kolombatovici gaisleri Benda, Kiefer, Hanák & Veith, 2004

Statut de conservation UICN

 NE  : Non évalué
L'Oreillard de Gaisler (Plecotus gaisleri), ou Oreillard du Maghreb, est une espèce de chauves-souris de la famille des Vespertilionidae.

## Répartition
La distribution exacte de l'Oreillard du Maghreb est sujette à caution en raison de doutes persistant sur l'identité taxonomique de différentes populations d'oreillards d'Afrique du Nord. À la description du taxon gaisleri par Petr Benda et al. en 2004, la localité type la place en Cyrénaïque, dans l'est de la Libye. Les auteurs proposent cependant que les populations du nord-ouest de l'Afrique (Maroc, Algérie, Tunisie mais aussi ouest de la Libye) et de Pantelleria puissent se rapporter à ce même taxon, tout en listant le matériel de ces régions sous le nom de « Plecotus teneriffae cf. gaisleri ». En 2006, la zoologiste Friederike Spitzenberger considère également que ces populations pourraient représenter un taxon distinct non encore décrit. En 2020, des analyses génétiques indiquent que les populations des îles méditerranéennes de Malte et de Pantelleria sont plus proches des populations libyennes (sans cependant préciser s'il s'agit de la Cyrénaïque ou de l'ouest du pays) que d'un individu marocain, et proposent sur cette base de les considérer comme appartenant à l'espèce P. gaisleri.